# Комиссия духовных училищ
Комиссия духовных училищ при Святейшем Синоде — учреждение при Святейшем Синоде, главное управление всеми духовно-учебными заведениями в Российской империи по учебной, воспитательной и хозяйственной части (26 августа 1808 — 22 февраля 1839).

## Члены Комиссии
- Митрополит Амвросий (Подобедов)
- Феофилакт (Русанов)
- Державин, Иван Семёнович
- Криницкий, Павел Васильевич
- Голицын, Александр Николаевич
- Сперанский, Михаил Михайлович
- Михаил (Десницкий)
- Серафим (Глаголевский)
- Филарет (Дроздов)
- Мещерский, Петр Сергеевич
- Галахов, Павел Александрович
- Григорий (Постников)
- Павлов, Алексей Александрович — статс-секретарь, член Синода